# Currie Cup 1894
La Currie Cup de 1894 fue la segunda edición del principal torneo de rugby provincial de Sudáfrica.
Se disputó en la Ciudad del Cabo, entre cinco seleccionados provinciales, resultando campeón el equipo de Western Province.

## Sistema de disputa
El torneo se disputó en formato liga donde cada equipo se enfrentó a los cuatro equipos restantes, obteniendo 2 puntos por victoria, 1 por empate y 0 por la derrota.

## Clasificación
| Pos. | Equipo              | Encuentros | Encuentros | Encuentros | Encuentros | Tantos | Tantos | Tantos | Puntos |
| Pos. | Equipo              | PJ         | PG         | PE         | PP         | F      | C      | Dif    | Puntos |
| ---- | ------------------- | ---------- | ---------- | ---------- | ---------- | ------ | ------ | ------ | ------ |
| 1.º  | Western Province    | 4          | 3          | 1          | 0          | 68     | 6      | +62    | 7      |
| 2.º  | Griqualand West     | 4          | 3          | 0          | 1          | 72     | 23     | +49    | 6      |
| 3.º  | Transvaal           | 4          | 1          | 2          | 1          | 23     | 11     | +12    | 4      |
| 4.º  | Border              | 4          | 1          | 1          | 2          | 34     | 31     | +3     | 3      |
| 5.º  | Orange River Colony | 4          | 0          | 0          | 4          | 0      | 126    | -126   | 0      |

## Campeón
| Campeón Western Province |
| Segundo título           |